# Europejska Sieć Pamięć i Solidarność
Europejska Sieć Pamięć i Solidarność (ang. European Network Remembrance and Solidarity – ENRS)  – powstała w 2005 roku z inicjatywy ministrów kultury Niemiec, Polski, Słowacji oraz Węgier. W 2014 roku do krajów Sieci dołączyła Rumunia. Jej zadaniem jest badanie, dokumentowanie oraz upowszechnienie wiedzy na temat historii Europy XX wieku i sposobów jej upamiętniania ze szczególnym uwzględnieniem okresu dyktatur, wojen i społecznego sprzeciwu wobec zniewolenia.
Rezultatami współpracy międzynarodowego grona ekspertów i instytucji związanych z Siecią są liczne przedsięwzięcia naukowe, badawcze, edukacyjne oraz popularyzatorskie. Działania Sieci wspierają także budowanie dobrych relacji oraz umacnianie poczucia solidarności między europejskimi społeczeństwami poprzez wielostronny dialog na temat różnych doświadczeń minionej epoki.
Od 2010 r. przedsięwzięcia Sieci są koordynowane przez Sekretariat Europejskiej Sieci Pamięć i Solidarność, którego siedzibą jest Warszawa. Sekretariat ESPS w latach 2010-2014 działał w ramach organizacyjnych Narodowego Centrum Kultury jako jego Oddział Specjalistyczny. Od stycznia 2015 r. funkcjonuje jako nowa, samodzielna instytucja kultury, powołana przez minister kultury i dziedzictwa narodowego prof. Małgorzatę Omilanowską. Sekretariat przygotowuje program działania, realizuje projekty, a także wspiera organizacyjnie i merytorycznie gremia Sieci, czyli Komitet Sterujący, Komitet Doradczy oraz Radę Naukową.

## Cele Europejskiej Sieci Pamięć i Solidarność
Europejska Sieć Pamięć i Solidarność realizuje wyznaczone jej cele we współpracy z międzynarodowymi partnerami. Sieć tworzy i realizuje własne projekty, wspiera także merytorycznie i finansowo instytucje partnerskie. Wszelkie decyzje programowe podejmują międzynarodowe gremia Sieci.
Celami Sieci są:
- Badanie, pogłębianie, upowszechnianie i dokumentowanie wiedzy o historii totalitaryzmów, dyktatur i wojen w Europie XX wieku, uwzględniając ich przyczyny, przebieg, zbrodnie i akty oporu oraz dalekosiężne nawet następstwa;

- Budowanie sieci instytucji, które zajmują się badaniami z zakresu historii XX wieku tak, żeby ułatwić dialog dotyczący różnych interpretacji i narracji historycznych;

- Wspieranie procesu zrozumienia historii XX wieku, poprzez wielostronną wymianę i dyskurs o faktach historycznych i różnorodnych obrazach historii;

- Upowszechnianie wiedzy historycznej;

- Fundamentem działania Sieci jest staranie, aby tworzony lub wspierany przez nią przekaz historyczny oparty był na najnowszych ustaleniach nauki.

## Działania
- Organizowanie konferencji, sympozjów (np. Sympozjum Pamięć Europy), seminariów i warsztatów naukowych;
- Organizowanie wystaw, współpraca przy produkcji filmów o tematyce historycznej i organizowanie ich przeglądów;
- Przygotowanie publikacji naukowych oraz zlecanie tłumaczenia prac szczególnie ważnych dla poznania historii XX wieku;
- Wspieranie badań naukowych.

## Gremia Europejskiej Sieci Pamięć i Solidarność
Komitet Sterujący jest najwyższym gremium decyzyjnym Sieci. W jego skład wchodzą nominowani przez ministrów kultury (lub ich odpowiedników) koordynatorzy Sieci. Z reguły każdy kraj reprezentowany jest przez jedną osobę, w wyjątkowych przypadkach mogą być to dwie osoby, ale przy podejmowaniu decyzji, jeśli dochodzi do głosowania, dysponują one w sumie jednym głosem. Komitet Sterujący decyduje o strategii i o projektach realizowanych przez Sieć.
Obecnie w jego skład wchodzą:
- prof. Jan Rydel (Polska) - przewodniczący
- dr Réka Földváryné Kiss (Węgry) - z-ca
- prof. Florin Abraham (Rumunia)
- dr Jerguš Sivoš (Słowacja)
- prof. Matthias Weber (Niemcy)

Komitet Doradczy składa się z przedstawicieli świata nauki, kultury i polityki z krajów członkowskich Sieci oraz krajów, które nie zdecydowały się jeszcze na pełne członkostwo w Sieci, ale są gotowe uczestniczyć w jej budowaniu. Podstawowe zadania Komitetu Doradczego to formułowanie sugestii dotyczących ogólnych kierunków rozwoju instytucji w średniej i długiej perspektywie czasowej oraz reprezentowanie Sieci na zewnątrz, w poszczególnych krajach Sieci oraz na arenie międzynarodowej.
Członkowie:
- Robert Kostro (Polska) - przewodniczący
- prof. Josef Höchtl (Austria) - obserwator
- Sandra Kalniete (Łotwa) - obserwator
- Gentiana Sula (Albania) - obserwator
- Iván Bertényi (Węgry)
- Ján Budaj (Słowacja)
- Dr Mihail E. Ionescu (Rumunia)
- dr Zoltán Maruzsa (Węgry)
- Elisabeth Motschmann (Niemcy)
- Johannes Schraps (Niemcy)
- prof. Kazimierz Michał Ujazdowski (Polska)

Rada Naukowa jest gremium doradczym, złożonym z naukowców z dziedziny historii i nauk społecznych. Do głównych zadań Rady Naukowej należy formułowanie sugestii dotyczących kierunków badań i form aktywności naukowej Sieci, recenzowanie projektów o charakterze naukowym, reprezentowanie Sieci podczas konferencji, kongresów i narad naukowych, a także ewaluacja działalności naukowej instytucji.
Członkowie:
- prof. Attila Pók (Węgry) – przewodniczący
- dr Oldřich Tůma (Czechy) - obserwator
- prof. Malkhaz Toria (Georgia) - obserwator
- prof. Marie-Janine Calic (Niemcy)
- András Fejérdy (Węgry)
- prof. Peter Haslinger (Niemcy)
- prof. Constantin Hlihor (Rumunia)
- dr Anna Kwiatkowska (Polska)
- prof. Róbert Letz (Słowacja)
- prof. Andrzej Nowak (Polska)
- prof. Marcela Sălăgean (Rumunia)

Biuro Europejskiej Sieci Pamięć i Solidarność znajduje się w Warszawie przy ul. Zielnej 37. Dyrektorem Sekretariatu ESPS jest Rafał Rogulski.